# لیتلتون (آیووا)
لیتلتون (به انگلیسی: Littleton) یک منطقهٔ مسکونی در ایالات متحده آمریکا است که در شهرستان بیوکانان، آیووا واقع شده‌است.